# Ophiomyia lassa
Ophiomyia lassa este o specie de muște din genul Ophiomyia, familia Agromyzidae, descrisă de Spencer în anul 1981.
Este endemică în California. Conform Catalogue of Life specia Ophiomyia lassa nu are subspecii cunoscute.